# Прокопчик, Светлана Евгеньевна
Светла́на Евге́ньевна Проко́пчик  (12 мая 1971, Москва, СССР — 27 июня 2017, там же, РФ) — российская писательница-фантаст, писавшая под псевдонимом Владислав Викторович Морозов.
Дебютировала в печати в 1998 году. Была женой писателя-фантаста Олега Дивова, некоторые книги были написаны в соавторстве с ним. Наиболее известным её произведением стал цикл «Профессия — инквизитор». Хотя на обложке этих книг по маркетинговым соображениям стояло только имя Дивова, в 2016 году он публично признал, что основной автор этого цикла — Светлана.  
Последние годы жизни боролась с онкологической болезнью. Скончалась в возрасте 46 лет.

## Награды
| Премия        | Год присуждения | Номинация                                   | Произведение |
| ------------- | --------------- | ------------------------------------------- | ------------ |
| Звёздный мост | 2005            | Лучший роман. 3 место («Бронзовый Кадуцей») | Русские ушли |